# Агрініо (летовище)
Летовище Агрініо (грец. Αεροδρόμιο Αγρινίου) (IATA: AGQ, ICAO: LGAG) — військовий аеродром у Агрініо, місті в префектурі з Етолія-Акарнанія, Греція.